# Виброгаситель
Виброгаситель — устройство, снижающее величину и амплитуду механических колебаний бурильной колонны и гидравлических импульсов давления жидкости внутри труб при бурении скважин. Применяется при вращательном бурении c использованием забойных двигателей (турбобура, электробура, гидроударника, пневмоударника) или c вращением ротором колонны.

## Свойства и применение
Bиброгаситель уменьшает влияние вибрации на бурильный инструмент, забойный двигатель, поверхностное оборудование, обслуживающий персонал и улучшает показатели бурения. Для снижения механических колебаний бурильной колонны в качестве виброгасителя применяют амортизаторы, демпферы и забойные механизмы подачи долота (ЗМП). B амортизаторах используют упругие элементы (пружины, резину и т. д.), при деформации которых происходит снижение механических и крутильных колебаний труб. B ЗПМ перепад давления действует на поршень, который по мере разбуривания забоя перемещается вниз, обеспечивая постоянную нагрузку на долото, и воспринимает колебания нижней части бурильной колонны. B качестве виброгасителя гидравлических импульсов давления используют:
- расширяющиеся участки трубопровода;
- подпружинные поршни;
- камеры co сжатым воздухом или газом, разделённые от потока жидкости упругой диафрагмой;
- жёсткие отражатели, выполненные в виде перегородок c отверстиями для интерференции волн;
- дроссели и т. д.

Для уменьшения механических колебаний и давления жидкости при всех способах бурения может применяться комбинированное устройство, в котором подпружинный поршень установлен на подвижном шпинделе, соединённом c нижней частью бурильной колонны.